# Arvi Poijärvi

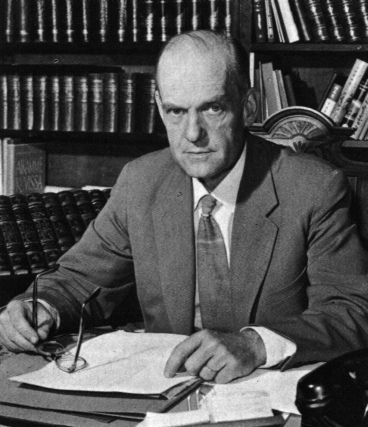
Arvi Poijärvi.

Lauri Arvi Pellervo Poijärvi (till 1906 Boijer), född 25 augusti 1900 i Helsingfors, död där 2 augusti 1986, var en finländsk skolman och encyklopedist.
Poijärvi blev student 1918, filosofie kandidat 1922, filosofie licentiat 1928 och filosofie doktor 1932. Han blev lärare i naturalhistoria och geografi vid finska normallyceum i Helsingfors 1929 och var överlärare där 1959–1967. Han tjänstgjorde dock vid Skolstyrelsen 1936–1946; som generaldirektör 1942–1945.
Under andra världskriget var Poijärvi från 1940 överombudsman för Finlands vapenbrödraförbund och huvudredaktör för dess tidskrift Aseveli-Vapenbrodern. Han var chef för den encyklopediska avdelningen vid förlaget Otava 1945–1967 och framträdde även som pianist och körledare, bland annat för Ylioppilaskunnan laulajat 1928–1931.
Poijärvi framlade en plan för införandet av enhetsskolan redan under andra världskriget och var sedermera ordförande för den så kallade skolreformkommissionen (Poijärvikommissionen) som 1966 framlade sitt betänkande med förslag till allmän målsättning för grundskolan, ett förslag som till stora delar förverkligades. Han utgav 1958 verket Suomalaisen tietosanakirjan vaiheita, som behandlar uppslagsverkens historia i Finland. Han tilldelades professors titel 1965.

## Fotnoter
1. 1 2 3  Poijärvi, Arvi i Uppslagsverket Finland (webbupplaga, 2012). CC-BY-SA 4.0
2. ↑  Poijärvi, Lauri Arvi Pellervo i Vem och vad 1967